# Списак добитника Нобелове награде из Ирске
Нобелова награда је престижна међународна награда која се сваке године додељује за изузетна научна истраживања, револуционарне изуме или значајан допринос култури и развоју друштва у областима хемије, физике, физиологије и медицине, економије, књижевности и мира. Сваки добитник Нобелове награде добија златну медаљу, диплому и новчани износ који се сваке године одређује од стране фондације Алфреда Нобела. Нобелове награде додељују четири институције: Шведска краљевска академија наука (хемија, физика и економија), Шведска академија (књижевност), Нобелова скупштина Краљевског института (физиологија и медицина) и Норвешки Нобелов комитет (награда за мир). Сваке године одговарајући Нобелови комитети шаљу појединачне позиве хиљадама научника, академика и универзитетских професора из различитих земаља са молбом да предложе кандидате за Нобелове награде за наредну годину. Кандидати се бирају тако да међу номинованима буду заступљени представници што већег броја земаља и универзитета. Нобелове награде, осим награде за мир, уручују се у Стокхолму на годишњој церемонији доделе која се одржава на годишњицу Нобелове смрти, 10. децембра. Церемонија доделе награда у Шведској одржава се у Концертној дворани у Стокхолму, а одмах након ње у Стокхолмској градској кући приређује се Нобелов банкет. Раније је церемонија доделе Нобелове награде за мир одржавана у Норвешком Нобеловом институту (1905—1946) и у свечаној сали Универзитета у Ослу (1947—1989), а од 1990. године до данас одржава се у градској већници у Ослу. Кулминација церемоније доделе Нобелове награде у Стокхолму је тренутак када сваки лауреат излази напред и добија награду из руку краља Шведске. У Ослу председник Норвешког Нобеловог комитета уручује Нобелову награду за мир у присуству краља Норвешке и норвешке краљевске породице.
Награда је први пут додељена 1901. године, а од 2024. године Нобелова награда је додељена двојици грађана Ирске Слободне Државе (пре 1949. године), петорици грађана Републике Ирске и четворици грађана Уједињеног Краљевства који су становници Северне Ирске (административног и политичког дела Уједињеног Краљевства): по једном у области физике и физиологије или медицине, четворици у књижевности и петоро награда за мир. Списак лауреата из Ирске састављен је из званичних докумената Нобеловог комитета и сматра се националним у многим ирским изворима. Први добитник био је Вилијам Батлер Јејтс, који је освојио Нобелову награду за књижевност 1923. године, а последњи је био Вилијам Сесил Кембел, који је освојио Нобелову награду за физиологију или медицину 2015. године..

## Лауреати
| Бр. | Година | Фотографија             | Лауреат                                | Област                 | Образложење | Напомена                                                              | Реф.   |
| --- | ------ | ----------------------- | -------------------------------------- | ---------------------- | --- | --------------------------------------------------------------------- | ------ |
| 1.  | 1923.  | Вилијам Батлер Јејтс    | Вилијам Батлер Јејтс (1865—1939)       | књижевност             | за његову увек инспирисану поезију, која у високо уметничкој форми даје израз духу целе нације                                         | [ б ]                                                                 | [ 14 ] |
| 2.  | 1925.  | Џорџ Бернард Шо         | Џорџ Бернард Шо (1856—1950)            | књижевност             | за његово дело које је обележено и идеализмом и хуманошћу, а његова стимулативна сатира је често прожета јединственом поетском лепотом | награда је примљена 1926. године.                                     | [ 16 ] |
| 3.  | 1951.  | Ернест Волтон           | Ернест Томас Синтон Волтон (1903—1995) | физика                 | за откриће нових продуктивних облика атомске теорије                                                                                   | награда је примљена заједно са Џоном Дагласом Кокрофтом               | [ 17 ] |
| 4.  | 1969.  | Самјуел Бекет           | Самјуел Бекет (1906—1989)              | књижевност             | за његово писање, које, у новим облицима за роман и драму, у сиромаштву модерног човека добија своју узвишеност                        | [ б ] [ в ]                                                           | [ 18 ] |
| 5.  | 1974.  | Шон Макбрајд            | Шон Макбрајд (1904—1988)               | мир                    | за његове напоре да обезбеди и развије људска права широм света                                                                        | премија подељена са Еисаку Сатом                                      | [ 20 ] |
| 6.  | 1976.  | Бети Вилијамс           | Бети Вилијамс (1943—2020)              | мир                    | за храбре напоре у оснивању покрета за окончање насилног сукоба у Северној Ирској                                                      | [ д ]                                                                 | [ 23 ] |
| 7.  | 1976.  | Мејрид Кориган Мегвајер | Мејрид Кориган Мегвајер (рођ. 1944)    | мир                    | за храбре напоре у оснивању покрета за окончање насилног сукоба у Северној Ирској                                                      | [ д ]                                                                 | [ 23 ] |
| 8.  | 1995.  | Шејмус Хини             | Шејмус Хини (1939—2013)                | књижевност             | за дела лирске лепоте и етичке дубине, која уздижу свакодневна чуда и живу прошлост                                                    | —                                                                     | [ 24 ] |
| 9.  | 1998.  | Џон Хјум                | Џон Хјум (1937—2020)                   | мир                    | за њихове напоре да пронађу мирно решење за сукоб у Северној Ирској                                                                    | [ ђ ]                                                                 | [ 27 ] |
| 10. | 1998.  | Дејвид Тримбл           | Вилијам Дејвид Тримбл (1944—2022)      | мир                    | за њихове напоре да пронађу мирно решење за сукоб у Северној Ирској                                                                    | [ ђ ]                                                                 | [ 27 ] |
| 11. | 2015.  | Вилијам Сесил Кембел    | Вилијам Сесил Кембел (рођ. 1930)       | физиологија и медицина | за њихова открића у вези са новом терапијом против инфекција изазваних паразитима ваљкастих црва                                       | награда је примљена заједно са Сатошијем Омуром и подељена са Ту Јују | [ 12 ] |